# Barnum (musical)
Barnum è un musical, libretto di Mark Bramble, musiche di Cy Coleman, testi di Michael Stewart, basato sulla vita dell'impresario teatrale e circense Phineas Taylor Barnum.

## Brani musicali
Atto I
- "Overture Chase"
- "There is a Sucker Born Ev'ry Minute" – Barnum
- "Humble Beginnings Chase"
- "Thank God I'm Old" – Joice Heth e tamburini
- "The Colors of My Life" (Parte 1) – Barnum
- "The Colors of My Life" (Parte 2) – Charity
- "One Brick at a Time" – Charity, Barnum e muratori
- "Museum Song" – Barnum
- "Female of the Species Chase"
- "I Like Your Style" – Barnum e Charity
- "Bigger Isn't Better" – Tom Thumb
- "Love Makes Such Fools of Us All" – Jenny Lind
- "Midway Chase"
- "Out There" – Barnum e Charity

Atto II
- "Come Follow the Band" – Potomac Marching Band e cittadini di Washington
- "Black and White" – Charity, Choir, Blues Singer, Barnum e cittadini di Bridgeport
- "The Colors of My Life" (Reprise) – Barnum e Charity
- "The Prince of Humbug" – Barnum
- "Join the Circus" – Bailey, artisti e Barnum
- "Finale Chase"
- "The Final Event: There is a Sucker Born Ev'ry Minute" (Reprise)

## Cast
| Personaggi            | Broadway 1980        | Londra 1981          | Italia 1983        | Chichester 2013        | Regno Unito 2014 | Londra 2017           |
| --------------------- | -------------------- | -------------------- | ------------------ | ---------------------- | ---------------- | --------------------- |
| Phineas Taylor Barnum | Jim Dale             | Michael Crawford     | Massimo Ranieri    | Christopher Fitzgerald | Brian Conley     | Marcus Brigstocke     |
| Charity Barnum        | Glenn Close          | Deborah Grant        | Ottavia Piccolo    | Tamsin Carroll         | Linzi Hateley    | Laura Pitt-Pulford    |
| Ringmaster            | William C. Witter    | William C. Witter    | Roberto Gandini    | James O’Connell        | John Stacey      | Dominic Owen          |
| Joice Heith           | Terri White          | Jennie McGustie      | Jennie McGustie    | Aretha Ayeh            | Landi Oshinowo   | Tupele Dorgu          |
| Jenny Lind            | Marianne Tatum       | Sarah Payne          | Ranveig Eckhoff    | Anna O’Byrne           | Kimberly Blake   | Celinde Schoenmaker   |
| General Tom Thumb     | Leonard John Crofoot | Christopher Beck     | Roberto Condoluci  | Jack North             | Mikey Jay-Heath  | Harry Francis         |
| Amos Scudder          | Kelly Walters        | Grant Smith          | Carlo Conversi     |                        |                  | Danny Collins         |
| James Bailey          | William C. Witter    | William C. Witter    | Roberto Gandini    | James O’Connell        | John Stacey      | Dominic Owen          |
| Chester Lyman         | Terrence Mann        | Tony Kemp            | Marcello Di Matteo |                        |                  | Lucie-Mae Summer      |
| Mr. Stratton          | Dirk Lumbard         | Tony Kemp            | Ennio Coltorti     |                        |                  | Ainsley Hall Ricketts |
| Mrs. Stratton         | Sophie Schwab        | Christine Cartwright | Antonella Voce     |                        |                  | N/A                   |

## Produzioni
Dopo l'anteprima del 5 aprile 1980, Barnum ha debuttato al St. James Theatre di New York il 30 aprile 1980 ed è proseguito sino al 16 maggio 1982, per un totale di 854 repliche. La regia e le coreografie erano di Joe Layton, le scene di David Mitchell, i costumi di Theoni V. Aldredge. I ruoli principali erano interpretati da Jim Dale (Barnum), Glenn Close (Charity), Marianne Tatum (Jenny Lind), Terri White (Joice Heth), Terrence Mann (Chester Lyman).
La produzione londinese di Barnum ha debuttato l'11 giugno 1981 al London Palladium, è rimasto in scena per 655 repliche, con la regia di Peter Coe, coreografie di Joe Layton, scene di David Mitchell, costumi di Theoni V. Aldredge. Gli interpreti principali erano: Michael Crawford (Barnum), Deborah Grant (Charity), Sarah Payne (Jenny Lind), Jennie McGustie (Joice Heith).

### In Italia
La prima italiana è stata il 13 ottobre 1983 al Teatro Sistina di Roma, nella versione italiana di Marcello Mancini, testi italiani delle canzoni di Carla Vistarini, regia di Buddy Schwab ed Ennio Coltorti, direttore dell'orchestra Renato Serio, costumi di Theoni V. Aldredge, prodotto da Luigi Rotondo, Franco Ghizzo e Montanari, interpreti principali: Massimo Ranieri (Barnum) e Ottavia Piccolo (Charity) e circensi di professione come i fratelli Colombaioni.
La produzione comprendeva: 54 artisti (di cui 14 orchestrali), 50 tecnici, 340 riflettori, 400 costumi.
Dopo 120 repliche a Roma con 100.000 spettatori Barnum si spostava al Teatro Lirico di Milano nel marzo-aprile 1984, poi in tournée italiana nella stagione 1984-85.
Massimo Ranieri, oltre a recitare, cantare e ballare, imparò a camminare sul filo, istruito dagli acrobati del circo di Liana Orfei.

## Home video
- Barnum, London Production, Water Bearer Films, 2001
- Barnum, con Massimo Ranieri e Ottavia Piccolo, Fabbri Editori, 2010

## Riconoscimenti
- Tony Award
  - 1980 - Miglior attore protagonista in un musical a Jim Dale
  - 1980 - Migliore scenografia a David Mitchell
  - 1980 - Migliori costumi a Theoni V. Aldredge
- Drama Desk Award
  - 1980 - Migliore attore in un musical a Jim Dale
- Theatre World Award
  - 1980 a Marianne Tatum
- Laurence Olivier Award
  - 1981 - Miglior attore in un musical a Michael Crawford